# Campeonato soviético de hockey sobre hielo
El Campeonato soviético de hockey sobre hielo (del ruso: Чемпионат СССР по хоккею) fue la competición de más alto nivel de la liga de hockey sobre hielo en la Unión Soviética, disputada entre 1947 y 1992, siendo una de las más importantes del mundo en su momento. Antes de la década de 1940, el hockey sobre hielo no era un deporte muy popular en el país y, en su lugar, estaba la forma más clásica que tiene el hockey, el bandy, un histórico juego con varios siglos de tradición en la región, sobre todo en Rusia.
Tras la disolución de la Unión Soviética, la liga fue renombrada temporalmente a Campeonato de la CEI en 1992. Esta competencia fue la antecesora directa de la Liga Internacional de Hockey (en ruso: Межнациональная хоккейная Лига), de la posterior Superliga de Rusia (RSL) y de la actual Liga Continental de Hockey (KHL). El CSKA Moscú fue el absoluto dominador del hockey soviético con 32 títulos, seguido muy de lejos por el Dinamo Moscú con cinco.

## Equipos
Las primeras ciudades a unirse a la Liga Soviética fueron Moscú, Leningrado, Kaunas, Riga y Arcángel. Todos los campeonatos disputados fueron conquistados por equipos moscovitas. El CSKA Moscú fue el claro dominador de la liga soviética con 32 títulos. Sin embargo, el Dinamo fue quien se proclamó campeón en la primera (1947) y en la última edición (1992) del campeonato.

## Palmarés
- 1947 - Dynamo Moscú
- 1948 - CSKA Moscú
- 1949 - CSKA Moscú
- 1950 - CSKA Moscú
- 1951 - VVS Moscú
- 1952 - VVS Moscú
- 1953 - VVS Moscú
- 1954 - Dynamo Moscú
- 1955 - CSKA Moscú
- 1956 - CSKA Moscú
- 1957 - Krylya Sovetov Moscú
- 1958 - CSKA Moscú
- 1959 - CSKA Moscú
- 1960 - CSKA Moscú
- 1961 - CSKA Moscú
- 1962 - HC Spartak Moscú
- 1963 - CSKA Moscú
- 1964 - CSKA Moscú
- 1965 - CSKA Moscú
- 1966 - CSKA Moscú
- 1967 - HC Spartak Moscú
- 1968 - CSKA Moscú
- 1969 - HC Spartak Moscú
- 1970 - CSKA Moscú
- 1971 - CSKA Moscú
- 1972 - CSKA Moscú
- 1973 - CSKA Moscú
- 1974 - Krylya Sovetov Moscú
- 1975 - CSKA Moscú
- 1976 - HC Spartak Moscú
- 1977 - CSKA Moscú
- 1978 - CSKA Moscú
- 1979 - CSKA Moscú
- 1980 - CSKA Moscú
- 1981 - CSKA Moscú
- 1982 - CSKA Moscú
- 1983 - CSKA Moscú
- 1984 - CSKA Moscú
- 1985 - CSKA Moscú
- 1986 - CSKA Moscú
- 1987 - CSKA Moscú
- 1988 - CSKA Moscú
- 1989 - CSKA Moscú
- 1990 - Dynamo Moscú
- 1991 - Dynamo Moscú
- 1992 - Dynamo Moscú